# Harold Clurman
Harold Clurman (18 de septiembre de 1901, Nueva York - 9 de septiembre de 1980) fue un actor, maestro, director de teatro y crítico teatral judío, estadounidense.
Se educó en la Universidad de Columbia y en París. Es una de las figuras fundamentales del teatro estadounidense.
Influenciado por Stanislavski, fundó el grupo de teatro con Lee Strasberg, Cheryl Crawford y Elia Kazan y entre 1935-1980 dirigió más de 40 piezas de teatro entre ellas obras de Eugene O'Neill, Arthur Miller, Tennessee Williams y Clifford Odets.
Se hizo famoso por su labor en el New York City's Group Theater siendo además el crítico para The New Republic (1948–52) y The Nation (1953–1980).
Estuvo casado con la actriz y profesora Stella Adler y dirigió a Uta Hagen en Un tranvía llamado deseo.
Fue cuatro veces nominado para el Premio Tony.
Además trabajó como actor, productor o director en las siguientes producciones teatrales:
- Caesar and Cleopatra (1925)
- The Goat Song (1926)
- The Chief Thing (1926)
- Juárez and Maximilian (1926)
- Night Over Taos (1932)
- Big Night (1933)
- Men in White (1934)
- Awake and Sing! (1935)
- Waiting for Lefty (1935)
- Till the Day I Die (1935)
- Weep for the Virgins (1935)
- Paradise Lost (1935)
- Case of Clyde Griffiths (1936)
- Johnny Johnson (1936)
- Golden Boy (1937)
- Casey Jones (1938)
- Rocket to the Moon (1938)
- The Gentle People (1939)
- Awake and Sing! (1939) (revival)
- My Heart's in the Highlands (1939)
- Thunder Rock (1939)
- Night Music (1940)
- Retreat to Pleasure (1940)
- The Russian People (1942)
- Beggars Are Coming to Town (1945)
- Truckline Cafe (1946)
- All My Sons (1947)
- The Whole World Over (1947)
- The Young and Fair (1948)
- The Member of the Wedding (1950)
- The Bird Cage (1950)
- The Autumn Garden (1951)
- Desire Under the Elms (1952)
- The Time of the Cuckoo (1953)
- The Emperor's Clothes (1953)
- The Ladies of the Corridor (1953)
- Mademoiselle Colombe (1954)
- Bus Stop (1955) - Director - Tony Nomination
- Tiger at the Gates (1955) - Director - Tony Nomination
- Pipe Dream (1955) (musical) - Director - Tony Nomination
- The Waltz of the Toreadors (1957) - Director - Tony Nomination
- Orpheus Descending (1957)
- The Day the Money Stopped (1958)
- The Waltz of the Toreadors (1958) (revival)
- A Touch of the Poet (1958)
- The Cold Wind and the Warm (1958)
- Heartbreak House (1959) - (revival)
- A Shot in the Dark (1961)
- After the Fall, The Changeling, Incident at Vichy, Tartuffe (1964-1965)
- Where's Daddy? (1966)